# جوس باكس
جوس باكس (بالهولندية: Jos Bax)‏ هو لاعب كرة قدم هولندي، ولد في 29 مارس 1946 في آيندهوفن في هولندا، وتوفي في يوليو 2020.